# Derek Anderson (futbolista)
Derek Anderson (ur. 15 czerwca 1983 w Portland), zawodnik futbolu amerykańskiego (NFL), grający w Cleveland Browns na pozycji quarterbacka.